# Google Penguin
Google Penguin е име на алгоритъм на Google, който бива обявен за първи път на 24 април 2012 г. Целта на пингвина е да понижава класирането на сайтове, които нарушават правилата на Google (Google’s Webmaster Guidelines). Такива сайтове често използват black-hat SEO техники, които целят да подобрят ранкирането на определена страница, като манипулира броя на външните линкове, които реферират към страницата. Също така Google Penguin засяга сайтове, които са злоупотребили със СПАМ техники или с наличие на голям брой точни фрази в съдържанието по страниците.
Целта на Google Penguin е да подкрепи мисията на компанията за предоставяне на максимално качествени резултати по търсенията на потребителите, като филтрира нежелани резултати със злоупотребяващи сайтове.

## История
Google Penguin 1.0 (24 април 2012 г.) цели да накаже сайтове, които са свръхоптимизирани. Google Penguin започва да наказва според anchor текстовете на входящите линкове към сайта. Успехът на Google Penguin отчита засегнати 3% от сайтовете на английски език, класирани в търсачката.
Google Penguin 1.1 (26 май 2012 г.) е първото обновяване на алгоритъма, който носи името „обновяване на информацията“ („data refresh“). Update-ът засяга 0,1% от резултатите в търсенето на английски език.
Google Penguin 1.2 (6 октомври 2012 г.) представлява мултиезичен update. Той отново отчита малки, но съществени промени в резултатите от търсачката на интернационално ниво.
Google Penguin 2.0 (22 май 2013 г.) представлява обновяване на алгоритъма от ново поколение, който проверява щателно в детайл всички сайтове за спам. Този update оказва сериозно влияние върху всички ръчно оптимизирани сайтове.
Google Penguin 2.1 (3 октомври 2013 г.) представлява петият официален update на алгоритъма.
Google Penguin 3.0 (18 октомври 2014 г.) засяга по-мало от 1% от сайтовете, класиращи се на резултати в google.com. 3.0 засяга над 125 000 ключови думи, по които хората извършват търсения всеки ден. Добрата новина, която споделя Джон Милър, служител на Google, е че наказаните сайтове от последния update – 2.1, получават шанс след обновяването за сваляне на наказанието.
Google Penguin 3.0 Extended (11 декември 2014) представлява доста по-малък update, като според изявлението на служителите на Google, алгоритъмът вече няма да прави мащабни промени в търсачката, а ще се пускат по-редовно обновявания.
Google Penguin 4.0 (Предстои през 2016 г.) 

## Как Google Penguin наказва сайтове?
Google Penguin се усеща изключително силно в резултатите след пускането му през април 2012 г. и поради близостта със 100-годишнината от потъването на Титаник (през 1912 г.) алгоритъмът получава прозвището „The Titanic Update“.
Google Penguin таргетира натурален anchor text от типа на „обувки на високи токчета, обувки на високи токчета, обувки на високи токчета“ и пр. повторения, ненатурални линкове, нискокачествени сайтове и частни мрежи от сателитни сайтове.
Малко преди пускането на Google Penguin, компанията предупреждава сайтовете, които предстои да бъдат засегнати, със съобщение в Google Webmaster Tools: „Google Webmaster Tools notice of detected unnatural links“. Съобщението предупреждава за възможно наказание и подканя собствениците на сайтове да премахнат нежеланите линкове.
Неподходящи линкове са такива от сателитни сайтове, част от коментари в блогове, нискокачествени директории и др. Сайтове, съдържащи неподходящи линкове, от първи позиции биват изстреляни назад след № 150 – 200 в резултатите от търсене на Google.
Google започва да класира по първи резултати сайтове, които имат: референции от реални уебсайтове (а не изкуствено създадени); линкове, сочещи към вътрешни страници на сайта, а не само към домейна; натурален авторитет на домейна. Също така, сайтове, които редовно се обновяват с ново и актуално (качествено) съдържание, което получава социален отклик.

### Защо Google Penguin наказва сайтове?
Целта на Google Penguin е да се бори със СПАМ-а в интернет, за да се подобрят резултатите от търсене на Google.

### Real-time Google Penguin
Google Penguin е агресивен алгоритъм по думите на самата компания, като оптимизаторите отчитат, че наказанието на един сайт може да трае повече от 2 години. Говорители на Google съобщават, че новата стратегия е да се пусне Real-time Google Penguin – алгоритъм, който няма да се обновява периодично, а ще следи сайтовете през цялото време и ще наказва по-често сайтовете, които нарушават правилата на Google.

## Предпазване от Google Penguin
Избягване на ключови думи в линк. Агресивната SEO оптимизация с точни ключови думи в линк(Anchor text) се наказва от Google Penguin. Като резултат множество сайтове получават еднообразен линков профил. По този начин биват разпознати от Google Penguin и загубват своите позиции в търсачката поради този фактор.
Линковете, сочещи към сайта, трябва да изглеждат естествено. Със засилването на социалните мрежи през последните две години все по-силни стават линковете към Facebook, Twitter и пр.
Връзки от авторитетни сайтове. Утвърдени сайтове с висок авторите на домейна дават предимство на сайтовете, към които реферират.
Отстраняване на „лоши“ връзки и добавяне на „добри“. Премахването на линкове, идващи от нискокачествени сайтове, подобряват профила на сайта пред Google Penguin. В помощ е и създаването на нови връзки с разнообразни текстове (anchor) и URL адреси в авторитетни директории и сайтове.
Премахване на дублирано съдържание. Дублираното съдържание от други сайтове означава плагиатстване пред Google. Също така, премахването на дублиращо съдържание, което повтаря друга страница на същия сайт подобрява профила пред Google Penguin, който може да разчете дублирането като „keyword stuffing“.

## Google Penguin контактна форма за обратна връзка
Два дни след пускането на Google Penguin алгоритъма, компанията пуска контактна форма за обратна връзка, създадена за два типа категории потребители: такива, които искат да съобщят за спам сайтове, които продължават да се класират на водещи позиции и след минаването на Пингвина, както и за такива потребители, чиито сайтове са били наказани несправедливо от алгоритъма. Също така, Google добавя специална форма за преразглеждане на сайта, която е налична в инструмента Google Webmaster Tools.
През януари 2015 г. Джон Милър, служител на Google, казва, че наказанието на Пингвина може да бъде премахнато чрез изграждане на добри линкове към сайта. Също така, да бъдат премахнати лошите линкове ръчно или чрез използването на инструмента Google Disavow. След това се попълва форма за преразглеждане на сайта. Mюлер споделя още, че Пингвинът гледа процентното съотнишение между добри и лоши линкове, така че чрез изграждането на добри линкове вие може да бъдете спокойни, че няма да ви застигне наказание.